# سمیت سلولی

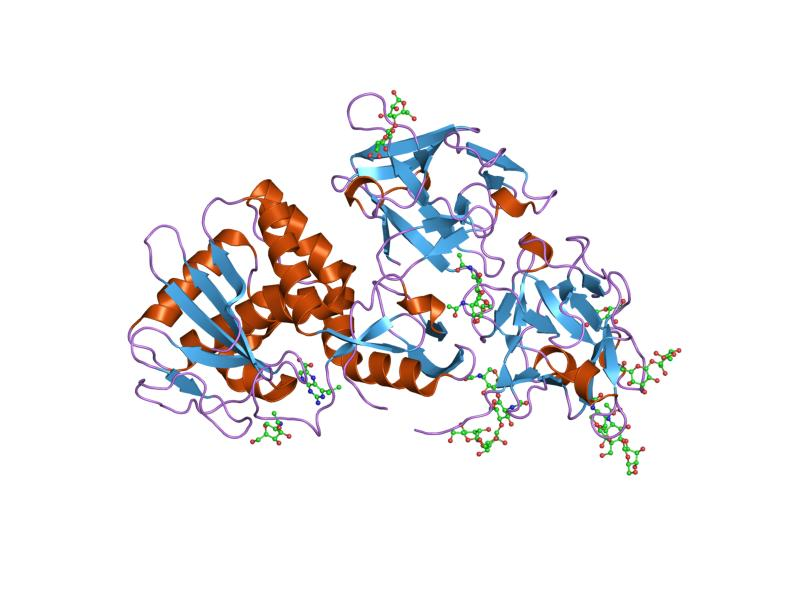
سمیت سلولی

یاخته‌شَرَنگ یا سیتوتوکسین (به انگلیسی: Cytotoxicity) خصوصیت سمی‌بودن برای سلول‌ها است. نمونه‌هایی از عوامل سمی یک سلول ایمنی یا برخی از انواع سم، به عنوان مثال از افعی جت (arietans Bitis) یا عنکبوت گوشه نشین قهوه‌ای (Loxosceles reclusa) است.

## واژه‌شناسی

### فارسی
یاخته‌شرنگ از ترکیب دو واژه یاخته به معنی سلول که کوچک‌ترین واحد سازندهٔ بدن موجود زنده که می‌تواند به‌طور مستقل عمل کند و شرنگ به معنی سم یا زهر است، ساخته شده‌است.